# Relações entre Brasil e Grécia
As relações entre Brasil e Grécia dizem respeito à relação histórica bilateral entre o Brasil e a Grécia.

## História
Os países têm desfrutado "de relações bilaterais que sempre foram boas e que decorrem sem problemas", de acordo com o Ministério dos Negócios Estrangeiros grego.
Além da embaixada em Brasília, a Grécia tem dois consulados gerais (um em São Paulo e outro no Rio de Janeiro) e quatro consulados honorários. O Brasil tem embaixada em Atenas.
Em 30 de dezembro de 2016 foi encontrado um corpo de um diplomata grego de 59 anos queimado em um carro no bairro Figueira na cidade do Rio de Janeiro, sendo que ele estava desaparecido desde segunda-feira da mesma semana. A hipótese de sequestro foi descartada já que não entraram em contato com a embaixada e os Ministérios das Relações Exteriores da Grécia e Brasil não comentaram o caso que está sendo investigado. Ele serviu como cônsul no Brasil entre 2001 e 2004 além de ter servido como embaixador na Líbia entre 2012 e 2016.

## Contatos de alto nível

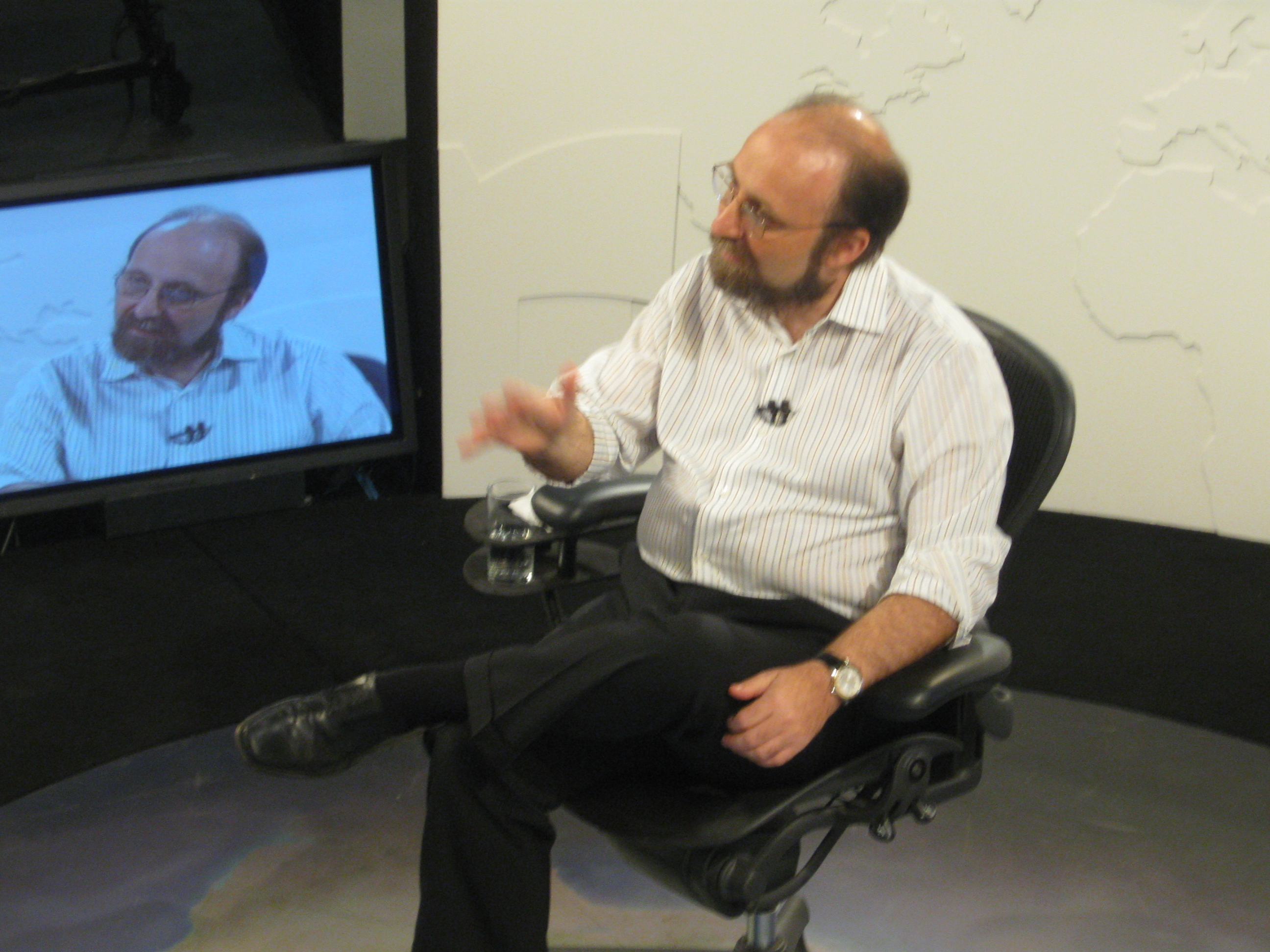
Há 50,000 gregos vivendo no Brasil. Na imagem, o famoso cientista greco-brasileiro Miguel Nicolelis.

Nos últimos 10 anos, houve uma série de aproximações de alto nível entre os dois países, incluindo uma visita da delegação parlamentar brasileira para a Grécia, uma "visita recíproca" por uma delegação parlamentar grega, uma reunião entre dois Ministros das Relações Exteriores e uma visita do primeiro-ministro grego "por ocasião da Reunião de Cúpula da União Europeia na América Latina e Caribe no Rio de Janeiro em 1999."
A reunião dos dois chanceleres em abril de 2009 foi a primeira vez que um ministro das Relações Exteriores brasileiro visitou a Grécia em capacidade oficial. O grego Dora Bakoyannis e o brasileiro Celso Amorim discutiram as oportunidades de trabalho em conjunto e uma maior cooperação nas áreas de turismo, construção de aeronaves, transporte, agricultura e comércio em geral. A Grécia prometeu apoio à candidatura do Brasil para um lugar permanente no assento permanente no Conselho de Segurança das Nações Unidas, enquanto o Brasil se comprometeu a apoiar a Grécia em receber um cargo no Conselho de Direitos Humanos em 2013.